# Teodogi
Teodogi fou un religiós hispanovisigot, que esdevingué bisbe d'Àvila, probablement successor de Justinià el 629, i que estigué en el càrrec aproximadament fins a 642.
Segons Enrique Flórez, fou bisbe de la ciutat d'Àvila, des d'abans del 629 fins aproximadament el 642. Apareix documentat el 633 durant el IV Concili de Toledo, presidit per Isidor de Sevilla. Teodogi fou un dels participants en la reunió i signà els Cànons; apareix en el lloc 37è de la llista de signants, darrere de 25 bisbes i 7 vicaris substituts de bisbes absents, quelcom que, segons Enrique Flórez, li atorga certa antiguitat en el càrrec, comparada amb la dels altres, hauria estat consagrat bisbe d'Àvila el 629, moment en què podria haver mort l'anterior bisbe documentat, Justinià, el qual apareix després d'ell en els catàlegs de bisbes, com el de Gil González Dávila.